# 佐渡岛
佐渡島（日语：／ Sadogashima */?）是位於日本海東部的一個島嶼，屬日本新潟縣佐渡市管轄，海岸線全長262.7公里。2021年8月，佐渡島有人口50,252人。佐渡島面積854.76平方公里，是日本四大主島以外僅次於沖繩本島的第二大島嶼（不含未實際控制的南千島群島）。佐渡島距本州最近處的距離是32公里。佐渡島上的最高峰是金北山，標高1,172米。

## 地理

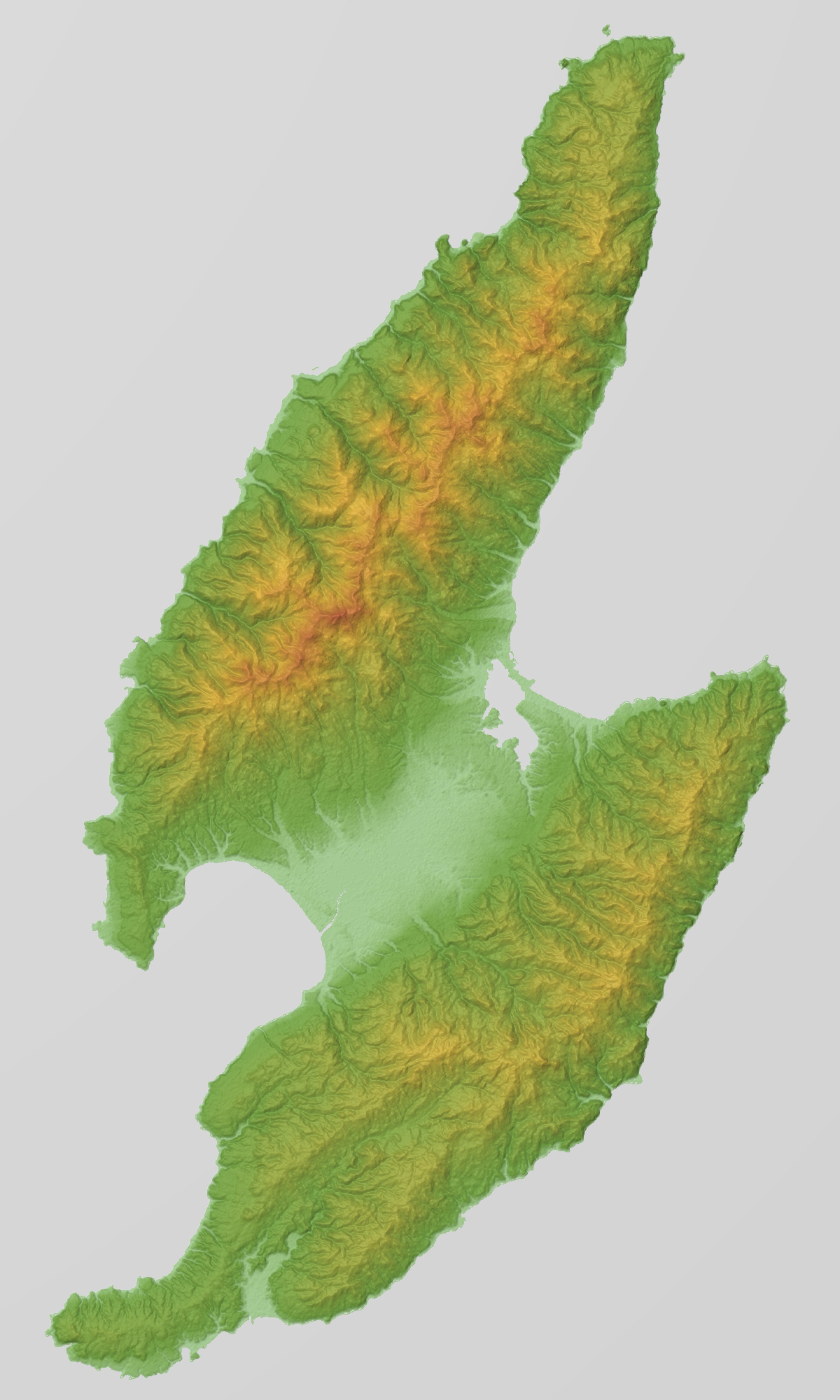
佐渡島地形圖

佐渡島外形類似「工」字或字母「S」。島上地形可以大致分為三個部分，北部是大佐渡山地，南部是小佐渡山地，兩者之間是地形平坦的國仲平原。大佐渡山地的海拔較高，佐渡島的最高峰金北山（海拔1,172公尺）亦位於這一地區。大佐渡山地北側的海岸線地勢險峻，是著名的觀光景點，其中又以尖閣湾最為著名。小佐渡山地則地形較為平緩，有自生蜜柑及茶樹，最高峰是大注入地山，標高646米。國仲平原在日本的離島中屬於大型平原，也是佐渡島的穀倉。國仲平原西側是真野灣、東側是兩津灣。國府川流經國仲平原，全長19公里，注入真野灣，其流域面積佔佐渡島的二成。國仲平原的東端有新潟縣最大的湖泊加茂湖。加茂湖原本是淡水湖，後開通了和日本海之間的開口，變為潟湖，牡蠣養殖興盛。佐渡島部分地區屬於佐渡彌彥米山國定公園。

## 氣候

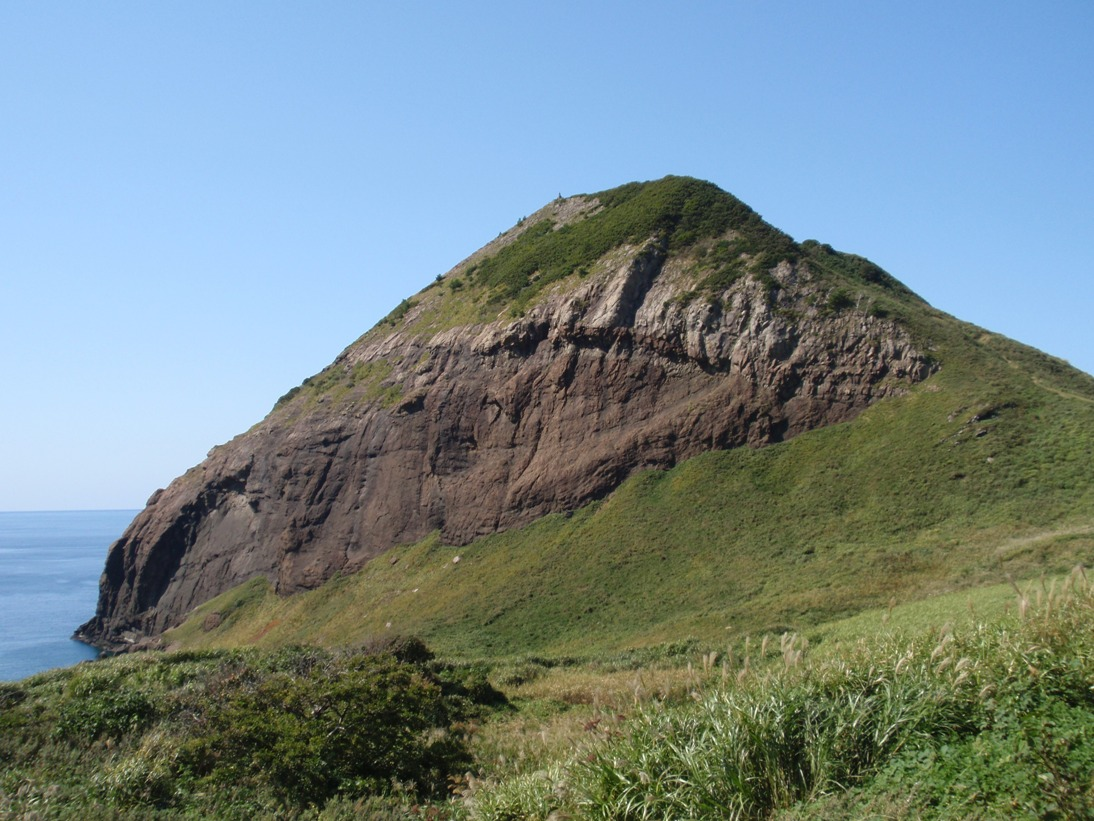
尖閣灣

佐渡島受到途經佐渡海域的暖流黑潮影響，冬季比新潟縣本土溫暖且積雪較少。夏季則受海洋影響，晝夜溫差比新潟縣本土要小，氣溫也比新潟縣本土涼爽，但大佐渡山地西北側的相川地區等地受到自西北方向吹來的季風影響而氣溫偏高。
佐渡島的降水主要集中在梅雨末期和初冬，和新潟縣本土相比降水量較少。在低氣壓和颱風通過日本海時，佐渡島常有焚風現象發生造成氣溫急劇升高。佐渡市是暖流和寒流的交匯點，因此植物生態非常多樣，且水產資源亦很豐富。

## 歷史

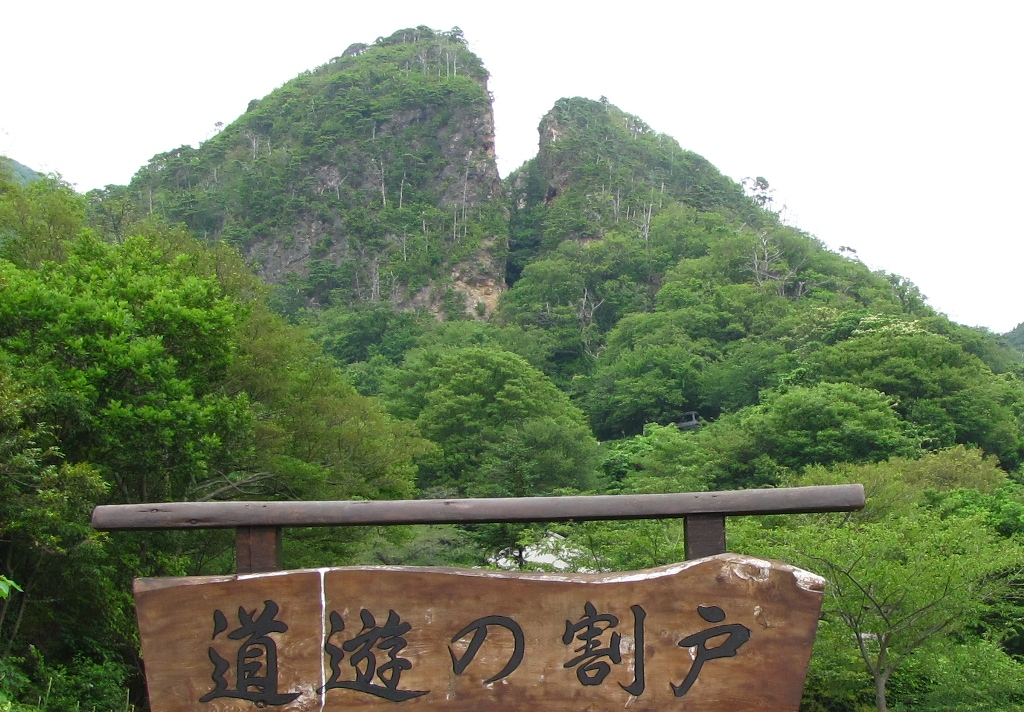
佐渡金山

佐渡島歷史悠久，自一萬年之前開始就有人類居住。在金井地區的千種遺跡發現了彌生時代後期的石器及狩獵用具。《古事記》及《日本書紀》中也有關於佐渡的計數。大化改新後，中央政權在佐渡島設立佐渡國，本土人口開始移民佐渡島。同時佐渡島也成為政爭失敗者或異議分子的流放地。順德天皇、日蓮等人都曾被流放至佐渡。鎌倉時代之後，本間氏被任命為佐渡的守護代。1589年（天正17年）後，上杉景勝侵入佐渡島，此後佐渡島成為上杉氏支配的地區。
1601年，採礦者在相川鶴子銀山發現了金銀礦脈，即為佐渡金山，使得佐渡島的地位一躍而升。1603年（慶長8年），德川家康在關原之戰勝利後迅速將佐渡島劃為幕府直轄領地。此後佐渡金山發展為日本最大的金礦，至幕末的金產量達41噸，在幕府的財政中有重要地位。1620年時，佐渡島人口達約10萬人。江戶時代中期後，佐渡金山的開採量開始減少。但自明治時代後，由於導入了先進的挖掘技術，佐渡金山的產量恢復到了江戶時代最盛時期年產量400千克的水準。1989年，佐渡金山關閉。在近四百年的開採史中，佐渡金山的金產量達78噸，銀產量達2,300噸。
廢藩置縣後，日本政府在佐渡島設佐渡縣（後改名為相川縣）。1876年，相川縣被併入新潟縣。2004年，佐渡島內的10個市町村合併為佐渡市。

## 人口
1960年時，佐渡島曾有人口113,296人。因離島生活不便和工作崗位較少，佐渡島長期呈現人口減少局面。2017年10月，佐渡島人口55,212人。佐渡島的總和生育率約有1.9，遠高於日本及新潟縣的平均值，但因人口持續外流而使得佐渡島人口長期減少。

## 文化
由於佐渡島是自日本海沿岸前往大阪的西廻海運路線上重要貿易據點，因此文化上受近畿、北陸等西日本文化的影響較強。由於有眾多文化人、政治家被從京都流放至佐渡，帶來了京都的傳統表演文化，使得佐渡島的傳統藝能興盛。能劇大師世阿彌曾被流放至佐渡，使得佐渡的能劇文化特別發達。江戶時代的佐渡曾有超過200個能舞台。現在佐渡仍有超過30個能舞台，人均能舞台數居日本之冠。佐渡島還有「鬼太鼓」等具當地特色的表演藝術。

## 朱䴉
佐渡島曾经是日本最後的朱自然棲息地。朱䴉原本分佈在日本各地，但在明治時代之後因狩獵和農藥毒害而除在佐渡島以外地區絕跡。1981年，日本開始試圖對朱䴉進行人工繁殖但均告失敗。2003年10月10日，日本最後一尾朱䴉死亡，日本產朱䴉至此在日本完全滅絕。但在1999年，中國贈與日本的朱䴉已成功實現人工繁殖。2008年，保育部門在佐渡島放生10隻朱䴉。之後保育部門每年均有放生朱䴉。現在佐渡的朱䴉已成功實現在野生狀況下的繁殖。

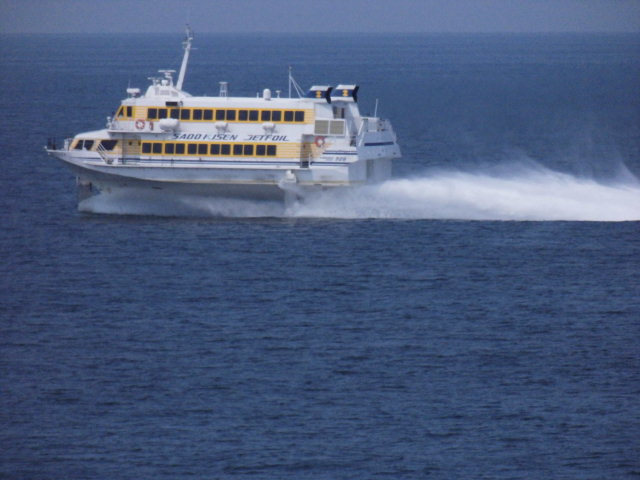
新潟港至兩津港的高速噴氣船

## 交通
國道350號橫貫佐渡島人口密集的地區，是佐渡島的主幹道。巴士是佐渡島唯一的公共交通方式。島上巴士全部由新潟交通佐渡運營。海運是現在佐渡島最主要的聯外交通方式。佐渡島和新潟縣本土之間的噴射船由佐渡汽船運營，有兩津港至新潟港、小木港至直江津港、赤泊港至寺泊港三條航線。佐渡島上有佐渡機場一處機場。佐渡機場於1958年啟用，曾開設來往新潟機場之間的航線；但自2014年起再沒有定期航線飛行。

## 觀光
- 佐渡金山
- 宿根木（日语：宿根木）(重要傳統的建造物群保存地區)
- 蓮華峰寺（日语：蓮華峰寺）
- 妙宣寺 (佐渡市)（日语：妙宣寺 (佐渡市)）
- 度津神社

## 外部連結
- 佐渡観光協会(Sado Tourism Association)
- 佐渡市（页面存档备份，存于）
- 佐渡汽船
- NJA 新日本航空(新潟-佐渡)（页面存档备份，存于）
- 新潟交通佐渡
- 佐渡トキ保護センター
- NPO法人さど（页面存档备份，存于）